# Taylor Pischke
Taylor Pischke, née le 18 avril 1993 à Winnipeg au Manitoba, est une joueuse de volley-ball canadienne. En somme, elle a remporté sept fois un titre au niveau national, quatre en volleyball intérieur et trois en volley-ball de plage.
Son père, Garth Pischke (en), a participé deux fois aux Jeux olympiques avec l'équipe nationale masculine de volley-ball et il est présentement l'entraîneur de l'équipe masculine de l'Université du Manitoba et sa mère, Cindy Shepherd, était également une athlète au niveau universitaire.